# کاترینا سندستروم
کاترینا سندستروم (انگلیسی: Katarina Sandström؛ زادهٔ ۲۰ مارس ۱۹۷۴) روزنامه‌نگار، و مجری تلویزیون اهل سوئد است.